# 転位

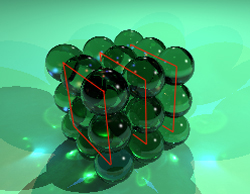
結晶格子面と原子

転位（てんい、英語: dislocation）は、材料科学の用語で、結晶中に含まれる、線状の結晶欠陥のことである。外力等によって、転位近傍の原子が再配置されることによって転位の位置が移動し、材料が変形するため、変形に要する力は原子間の結合力から理論的に計算される力よりも小さく、金属の硬さ（変形のしにくさ）は、転位の動きやすさが決めている。転位が動くことによって、金属等は外力に対して、破壊せずに変形する塑性変形を起こす。このようなメカニズムをエゴン・オロワンらが解明することによって結晶力学は飛躍的に進歩し塑性変形強度の基本原理となった。

## 分類

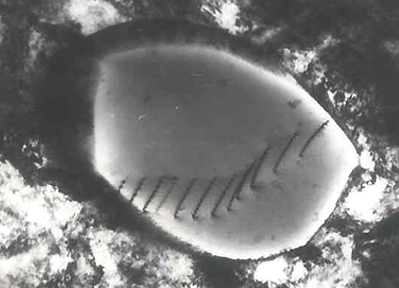
透過型電子顕微鏡(TEM)像

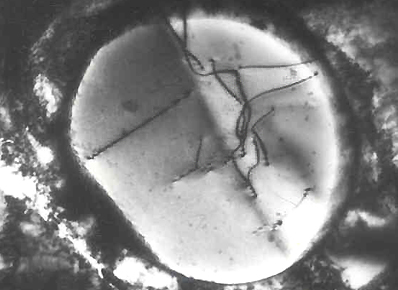
Transmission electron micrograph of dislocations

転位線の周りの原子の不一致の向きはバーガースベクトルで表される。転位は、転位線とバーガースベクトルの関係により以下のように分類される。

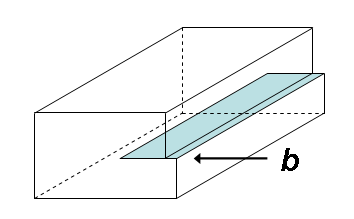
刃状転位
（じんじょうてんい、はじょうてんい、英: edge dislocation）
転位線とバーガースベクトルが垂直で、転位のない結晶に余分面を無理やり押しこんだ形の結晶欠陥である。

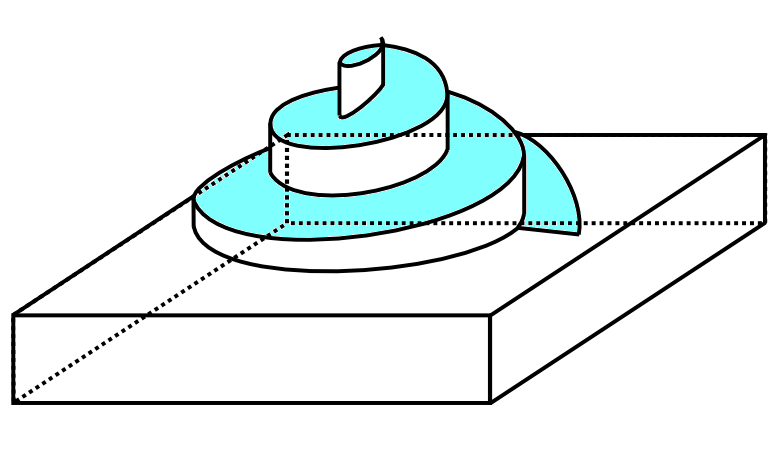
螺旋転位
（らせんてんい、英: screw dislocation）
転位線とバーガースベクトルが平行で、転位線に対して平行に結晶面がずれているものをいう。
混合転位
転位線とバーガースベクトルが平行でも垂直でもなく、刃状転位と螺旋転位の2つが混合し両方の性質をもっている。

## 性質
転位は結晶の内部で端点を持つことができず、ループ状になるか端点が結晶表面に出てこなくてはならない。
転位密度（単位体積当たりの転位線の長さ）は普通の金属において、焼きなました状態で1010 - 1012 m-2 程度、塑性加工して1014 - 1016 m-2 程度である。
転位の周りには弾性ひずみ場が存在するためエネルギー的に高い状態にある。このため、転位線にはその長さを短くしようとする張力がはたらく。転位のエネルギーE（これは張力の大きさに等しい）はバーガースベクトルbを用いて次式で表される。
{\displaystyle E\simeq {\frac {1}{2}}Gb^{2}}
ここでGは剛性率である。またこのエネルギーのため、近くにある転位の間には相互作用がはたらく。たとえば符号の異なる2つの刃状転位の間にはそれらを結ぶ方向に引力がはたらく。

## せん断強度との関係

転位の移動による変形のイメージ図

1930年代に、材料の理論的せん断強度をオロワンが求めている。
{\displaystyle \tau _{m}={\frac {G}{2\pi }}}
ここで、Gは剛性率、τmはせん断強度である。
金属の剛性率が約20-150 GPaであるため理論的せん断強度は数～数10 GPaとなるのに対し、実際のせん断強度は 0.5-10 MPaにすぎない。オロワンらによって金属の転位の概念が導入された。これにより、金属結晶の強度の議論が理論的に可能になり、さらにはその後確立された「破壊力学」とセットにした材料強度学への発展と繋がっている。
せん断による塑性変形を転位に運動によるとし、せん断強度を再評価すると
{\displaystyle \tau _{m}={\frac {2G}{1-\nu }}\exp \left(-{\frac {2\pi a}{(1-\nu )b}}\right)}
で与えられ、実際の変形に要する応力に近くなる。ここで ν はポアソン比、b はバーガースベクトル、a はすべり面の原子間距離である。この τm をパイエルス・ナバロ応力という。

## 運動、増殖機構

### すべり面
転位は結晶内を自由に移動できるわけではなく、結晶構造や原子配列による制限を受ける。

具体的には、転位線とバーガースベクトルを共に含む平面（すべり面）内に移動が制限される。刃状転位や混合転位は、バーガースベクトルが転位線と異なる向きなので、すべり面は一意的に決まる。一方、螺旋転位はバーガースベクトルが転位線に沿った向きなので、転位線を含む任意の平面がすべり面になり得る。